# 圣阿尔穆
圣阿尔穆（法語：Saint-Armou，法語發音：[sɛ̃.t‿aʁmu]）是法国大西洋比利牛斯省的一个市镇，属于波城区。

## 地理
圣阿尔穆（43°24'37"N, 0°18'29"W）面积12.38 平方千米，位于法国新阿基坦大区大西洋比利牛斯省，该省份为法国东南部省份，涵盖了贝阿恩与北巴斯克，西临大西洋比斯開灣，北至朗德省，东北接热尔省，东临上比利牛斯省，南与西班牙接壤。
与圣阿尔穆接壤的市镇（或旧市镇、城区）包括：阿诺斯、巴兰克、贝尔纳代茨、拉斯克拉沃里、纳瓦耶-昂戈斯、圣卡斯坦。

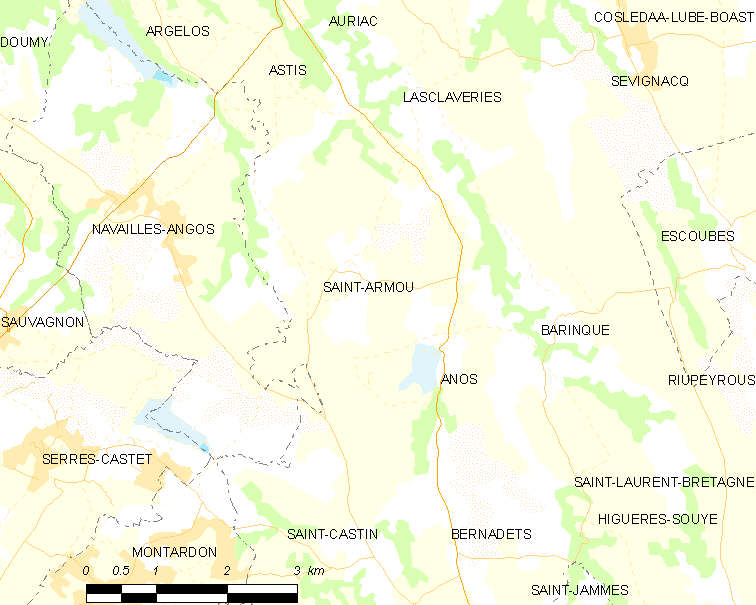
圣阿尔穆的OSM定位图

圣阿尔穆的时区为UTC+01:00、UTC+02:00（夏令时）。

## 行政
圣阿尔穆的邮政编码为64160，INSEE市镇编码为64470。

## 政治
圣阿尔穆所属的省级选区为莫尔拉斯与蒙塔内雷斯地区县。

## 人口

1962-2008年间圣阿尔穆人口变化图示

圣阿尔穆于2022年1月1日时的人口数量为614人。